# Palkó Sándor (ornitológus)
Palkó Sándor (Zomba-Szentgálpuszta, 1959. augusztus 4. – Zalaegerszeg, 2002. július 31.) ornitológus, madárvonulás-kutató, a Kis-Balaton valamint Zala megye természetvédelmi szakembere.

## Életrajz
A Tolna megyei Zombához tartozó Szentgálpusztán született 1959. augusztus 4-én, bukovinai székely származású, a második világháború után betelepített szülők egyedüli gyermekeként. Szülei gazdálkodók voltak. Szekszárd-Palánkon, a Csapó Dániel Mezőgazdasági szakközépiskolában kezdte tanulmányait, itt került kapcsolatba a Magyar Madártani és Természetvédelmi Egyesülettel, és itt jegyezte el magát örökre a madarászattal, majd kicsit később a természetvédelemmel is. Már tizennégy éves korától a madárgyűrűző-táborok rendszeres látogatója volt, előbb tett sikeres gyűrűzővizsgát, előbb szerzett madárgyűrűzési engedélyt, mint jogosítványt.
Rövidesen az egyesület Tolna megyei helyi csoportjának titkára lett, ebben a pozíciójában jelentősen fellendítette a madárvédelem ügyét nemcsak Szekszárdon, de a környékén is.[forrás?] Előadásokat, vetítéseket, terepi madármegfigyeléseket, gyűrűzőtáborokat, madárvédelmi akciókat szervezett.
1980-ban a Zalai Helyi Csoport megalakulásakor Lentiben töltötte katonaidejét, ekkortól kezdett részt venni az ottani táborokban, akkor már gyakorlott gyűrűzés-vezetőként. 1983-tól pedig már mint a zalai helyi csoport főállású szervező titkára, végezte munkáját. Még ebben az évben át is költözött Zala megyébe, Gellénházára, majd miután megnősült, Zalabérre költözött át. 1988-ban született Csaba nevű fia, aki már fiatalon szintén madárgyűrűző lett, majd halászati szakirányban tanult tovább. Házassága nem bizonyult tartósnak. 1992-ben – már egyedül – Zalaegerszegre, a Közép-dunántúli Természetvédelmi Igazgatóság zalaegerszegi kirendeltségéhez került természetvédelmi felügyelőnek. A később megalakult Balaton-felvidéki Nemzeti Park igazgatóságának Zala megyei felügyelőjeként munkálkodott, dolgozott haláláig.
Kedves területei a Kis-Balaton, a Zala-völgy alsó részei, a Mura- és a Kerka-mente voltak. A régi irodalmi adatokat ellenőrizve felkereste az elfeledett termőhelyeket, és közben újabb adatokkal gazdagította a florisztika tudományát is. Egyedülálló adatbázist gyűjtött össze a védett növény- és állatfajokról, az addig a természetvédelemben „fehér foltnak” számító Zalában, megalapozva ezzel a távlati védetté nyilvánításokat. Mindenütt fotózott, dokumentált, előadásainak anyagát is saját felvételeivel illusztrálta. Nagyon sok iskolában tartott előadást, természetvédelmi, biológiai versenyekre készített fel diákokat.
1984-től kezdte szervezni az egész évben működő Fenékpusztai Madárvonulás-kutató Állomást, mely azóta az ország egyik legjelentősebb vonuláskutató bázisává, neki második otthonává lett. A madárfaunánkban több, Magyarországon korábban ismeretlen madárfaj (pl. Bonelli-füzike, fenyősármány, berki poszáta) első hazai adata is az ő nevéhez fűződik. Munkásságát 1995-ben Chernel István-emlékéremmel, 2001-ben Pro Natura díjjal ismerték el. Utóbbi időpontban már súlyos beteg volt; 2002. július 31-én hunyt el.

## Emlékezete
- 2009 óta az ő nevét viseli Gyenesdiáson az iskola nyugati oldalánál létesített sétány.[2][3]
- 2012. április 20. óta az ő nevét viseli a gyenesdiási iskola kertjében létesített madárbarát tanpark is. A fiatalon elhunyt természetvédő szakmailag ugyanis több szállal kötődött a településhez, ő hívta életre – eredetileg a gyenesdiási óvoda számára, még az 1990-es évek végén – azt a Zöld Hetek elnevezésű programsorozatot is, amelynek keretében az ő emlékét őrizni hivatott tanpark is megvalósult.[4][5]
- 2015. október 21-én szobrot is avattak az emlékére, úgyszintén Gyenesdiáson; a bronz anyagú mellszobor Túri Török Tibor alkotása.[6]
- 2024. augusztus 19.-én emléktáblát avatnak emlékére a szülőhelyén a mai Zomba-Szentgálszőlőhegyen a 2. Szentgálszőlőhegyi Elszármazottak Napján .